# Dortmund-Siegerland-Express
| |                                                                            |                                                    |                                                    |
| Kursbuchstrecke (DB): | 427, 440                                                                   |                                                    |                                                    |
| Streckenlänge: | 131 km                                                                     |                                                    |                                                    |
| Streckengeschwindigkeit: | 140 km/h                                                                   |                                                    |                                                    |
| |                                                                            |                                                    |                                                    |
| Verkehrsunternehmen | DB Regio NRW DB Fernverkehr Hessische Landesbahn VIAS (1 Zugpaar Sonntags) |                                                    |                                                    |
| Verkehrsverbünde: | VRR (Dortmund–Hohenlimburg) NWL (Letmathe–Siegen)                          |                                                    |                                                    |
| Bundesland: | Nordrhein-Westfalen                                                        |                                                    |                                                    |
| Verlauf |                                                                            |                                                    |                                                    |
| \| \| 0 \| Dortmund Hbf \| ICE, IC \| \| \| 16 \| Witten Hbf \| IC \| \| \| \| Hagen Hbf (einzelne Züge in Tagesrandlage) \| \| \| \| \| \| \| \| \| 40 \| Hagen-Hohenlimburg (s. Erklärung zu Hohenlimburg) \| Hagen-Hohenlimburg (s. Erklärung zu Hohenlimburg) \| \| \| \| \| \| \| \| 44 \| Iserlohn-Letmathe \| IC \| \| \| 53 \| Altena (Westf) \| Altena (Westf) \| \| \| 62 \| Werdohl \| Werdohl \| \| \| 71 \| Plettenberg \| Plettenberg \| \| \| 84 \| Finnentrop \| Finnentrop \| \| \| 90 \| Lennestadt-Grevenbrück \| Lennestadt-Grevenbrück \| \| \| 97 \| Lennestadt-Altenhundem \| IC \| \| \| \| \| \| \| \| 108 \| Kirchhundem-Welschen Ennest (außer DB Fernverkehr) \| Kirchhundem-Welschen Ennest (außer DB Fernverkehr) \| \| \| \| \| \| \| \| 119 \| Kreuztal \| Kreuztal \| \| \| 128 \| Siegen-Weidenau \| Siegen-Weidenau \| \| \| 131 \| Siegen Hbf \| IC \| \| \| 162 \| Dillenburg (nur DB Fernverkehr) \| IC \| |                                                                            |                                                    |                                                    |
| | 0                                                                          | Dortmund Hbf                                       | ICE, IC                                            |
| Bahnhof mit S-Bahn-Halt | 16                                                                         | Witten Hbf                                         | IC                                                 |
| Abzweig geradeaus und von rechts |                                                                            | Hagen Hbf (einzelne Züge in Tagesrandlage)         | Hagen Hbf (einzelne Züge in Tagesrandlage)         |
| |                                                                            |                                                    |                                                    |
| Bahnhof | 40                                                                         | Hagen-Hohenlimburg (s. Erklärung zu Hohenlimburg)  | Hagen-Hohenlimburg (s. Erklärung zu Hohenlimburg)  |
| |                                                                            |                                                    |                                                    |
| Bahnhof | 44                                                                         | Iserlohn-Letmathe                                  | IC                                                 |
| Bahnhof | 53                                                                         | Altena (Westf)                                     | Altena (Westf)                                     |
| Bahnhof | 62                                                                         | Werdohl                                            | Werdohl                                            |
| Bahnhof | 71                                                                         | Plettenberg                                        | Plettenberg                                        |
| Bahnhof | 84                                                                         | Finnentrop                                         | Finnentrop                                         |
| Bahnhof | 90                                                                         | Lennestadt-Grevenbrück                             | Lennestadt-Grevenbrück                             |
| Bahnhof | 97                                                                         | Lennestadt-Altenhundem                             | IC                                                 |
| |                                                                            |                                                    |                                                    |
| Bahnhof | 108                                                                        | Kirchhundem-Welschen Ennest (außer DB Fernverkehr) | Kirchhundem-Welschen Ennest (außer DB Fernverkehr) |
| |                                                                            |                                                    |                                                    |
| Bahnhof | 119                                                                        | Kreuztal                                           | Kreuztal                                           |
| Bahnhof | 128                                                                        | Siegen-Weidenau                                    | Siegen-Weidenau                                    |
| Bahnhof | 131                                                                        | Siegen Hbf                                         | IC                                                 |
| Kopfbahnhof Streckenende | 162                                                                        | Dillenburg (nur DB Fernverkehr)                    | IC                                                 |

Der Dortmund-Siegerland-Express ist ein Regional-Express-Zuglauf im Schienenpersonennahverkehr in Nordrhein-Westfalen, der von Dortmund über Witten und Iserlohn-Letmathe nach Siegen führt. Er wurde zum Fahrplanwechsel im Dezember 2022 eingeführt und übernahm zwischen Siegen und Letmathe alle Fahrten des ehemaligen Ruhr-Sieg-Expresses (RE 16). Er wird von der DB Regio NRW im Zweistundentakt betrieben. In der jeweils anderen Stunde verkehrt ein Intercity der Linie 34 von DB Fernverkehr, welcher zwischen Dortmund und Dillenburg für die Nutzung mit Fahrkarten des Nahverkehrs freigegeben ist. Dies gilt auch für die Unentgeltliche Beförderung Schwerbehinderter. In den Taktlücken des Fernverkehrs übernimmt die HLB montags bis freitags mit 2 Zugpaaren, wodurch bis auf eine Ausnahme in der Mittagszeit ein Stundentakt zwischen Dortmund und Siegen existiert. Sowohl der Dortmund-Siegerland-Express als auch der Intercity werden in der Fahrplanauskunft als „RE 34“ geführt, jedoch halten die IC-Züge nicht in Hohenlimburg und Welschen Ennest.

## Zuglauf
Die Züge fahren von Dortmund Hbf über die Fernbahnstrecke direkt nach Witten und von da weiter über die Bahnstrecke Elberfeld–Dortmund bis zur Abzweigstelle in Hagen-Vorhalle. Nun folgt der für Personenzüge eher ungewöhnliche Weg über die Gütergleise an Hagen Hbf vorbei nach Hagen-Kabel zur Ruhr-Sieg-Strecke. Die Streckenhöchstgeschwindigkeit liegt auf dieser Verbindungsbahn stellenweise nur bei 40–60 km/h. Ab Hagen-Kabel geht es dann auf dem üblichen Weg in Richtung Siegen.

## Bedienungsangebot
Der Dortmund-Siegerland-Express von DB Regio NRW verkehrt täglich im Zweistundentakt. An Werktagen außer samstags hält der erste Zug in Richtung Dortmund von Siegen bis Letmathe an allen Stationen. Am Abend verkehrt täglich ein RE 34 von Dortmund, der ebenfalls alle Stationen zwischen Letmathe und Siegen bedient. In Tagesrandlage fährt montags bis freitags am frühen Morgen ein Zug abweichend von Hagen nach Siegen, in der Gegenrichtung verkehrt dieser Zug sonntags bis donnerstags am späten Abend von Siegen nach Hagen. Drei Zugpaare werden durch die Hessische Landesbahn betrieben. Sie verkehren zwischen Siegen und Letmathe bzw. Dortmund, in den Taktlücken der Intercity-Linie 34. Weil der IC-Verkehr von DB Fernverkehr ab Dortmund und Siegen an Sonntagen erst um 9:00 Uhr aufgenommen wird, wurde VIAS mit jeweils einer Fahrt auf dem RE 34 ab Siegen und Hagen beauftragt, damit die Taktlücke um kurz nach 7:00 Uhr in beiden Richtungen geschlossen werden konnte.

## Halt in Hohenlimburg
Ab 10. Dezember 2023 sollten die DB Regio Züge des RE 34 grundsätzlich auch in Hohenlimburg halten. Weil aber der VRR als Besteller sowie DB Regio NRW als Betreiber der Linie nicht berücksichtigt hatten, dass der Bahnsteig an Gleis 2 eine viel zu niedrige Höhe und keinen Aufzug aufweist, können bis auf weiteres nur die Fahrten von Siegen Richtung Dortmund an Gleis 1 in Hohenlimburg halten. Von Dortmund nach Siegen fahren die Züge weiterhin ohne Halt an Gleis 2 durch (betrifft nicht den VIAS Zug am Sonntagvormittag und die im Dezember 2024 hinzugekommenen HLB Fahrten).

## Fahrzeuge
Eingesetzt werden Fahrzeuge vom Typ Stadler Flirt 3XL (Baureihe 3427), die der Verkehrsverbund Rhein-Ruhr (VRR) ursprünglich für die S28 zwischen Neuss, Düsseldorf, Mettmann und Wuppertal beschafft hatte. Da sich die dortige Elektrifizierung verzögerte, sind die Fahrzeuge vakant geworden und können somit auf dieser Strecke eingesetzt werden. Anfangs wurden Fahrzeuge mit weiß-roter Lackierung eingesetzt, mittlerweile kommt aber nur noch die VRR-typische weiß-grüne Lackierung zum Einsatz. Die Fahrten der HLB werden seit Dezember 2024 mit Coradia Continental (Baureihe 1440) gefahren, vorher bedienten LINT aus den neuesten Beständen die Fahrten zwischen Siegen und Letmathe. VIAS Rail setzt sonntags die vom RE 16 bekannten Flirts (Baureihe 427) ein. Weil die Nachfrage auf dieser Linie vor allem in der Hauptverkehrszeit und am Wochenende deutlich gestiegen ist, reichen die Sitzplatzkapazitäten in den Flirt-3XL-Fahrzeugen des VRR nicht aus. Vor allem sonntags sind diese Fahrzeuge durch Fahrgäste von/nach Frankfurt überfüllt.

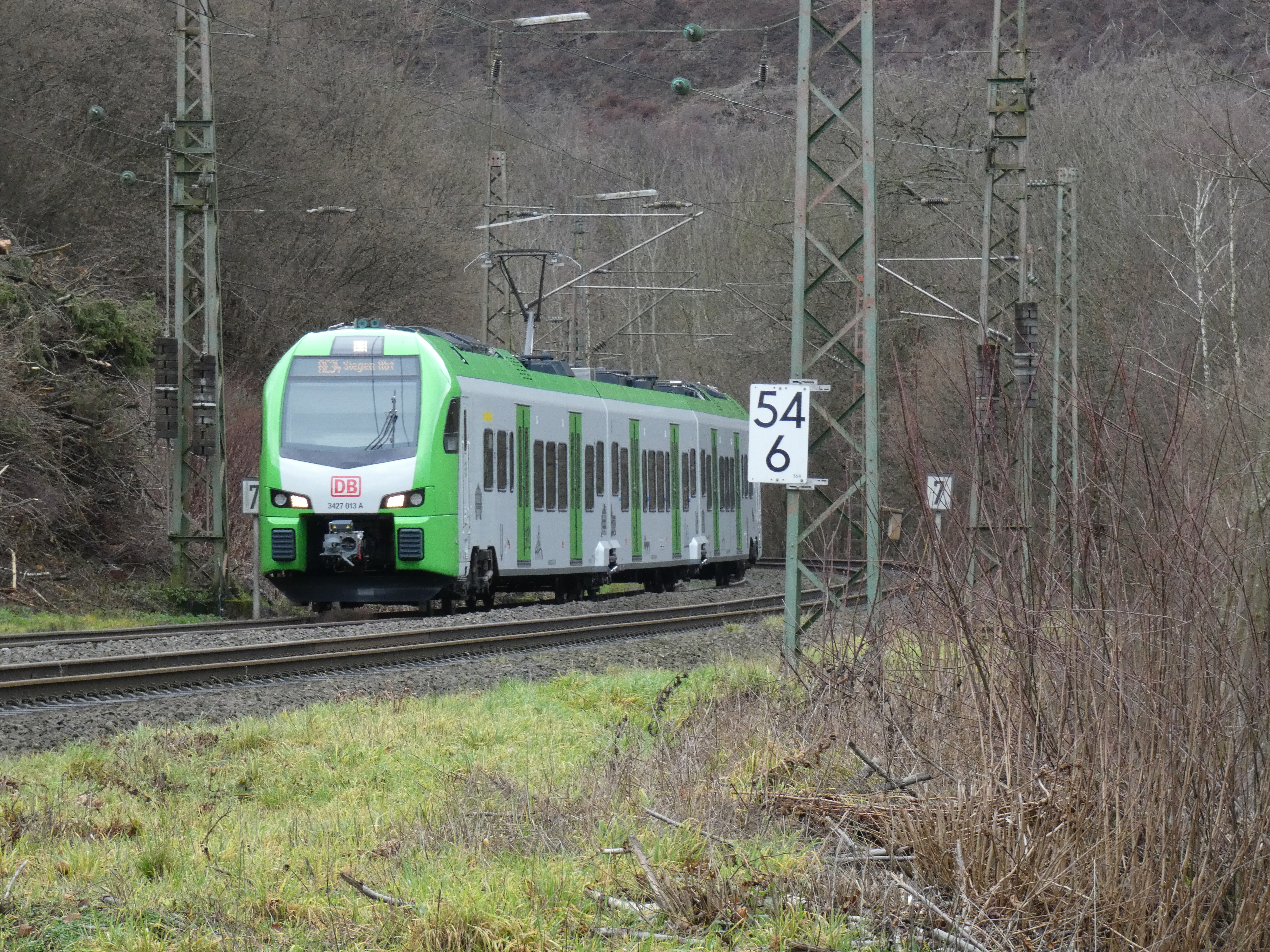
RE 34 als Flirt 3XL in Rönkhausen (31. Dezember 2022)

## Änderungen / Neuausschreibungen zum Fahrplanwechsel

### Neuausschreibung Dezember 2023 bis 2026
Anfangs war die Linie nur bis Dezember 2023 an DB Regio NRW vergeben worden. Eine neue Ausschreibung ergab, dass der Betrieb der Linie bis Dezember 2026 wieder durch DB Regio mit den bereits im Einsatz befindlichen Fahrzeugen fortgeführt wird. Auch die durch die HLB gefahrenen Züge zwischen Siegen und Letmathe blieben erhalten, obwohl diese Leistungen in der Neuausschreibung nicht enthalten waren. Im Rahmen dieser Neuvergabe wurde auf Wunsch des VRR ein zusätzlicher Halt in Hohenlimburg für die von DB Regio gefahrenen RE-34-Leistungen eingerichtet. Aufgrund eines zu niedrigen Bahnsteiges an Gleis 2 können aktuell aber nur die Züge aus Siegen in Hohenlimburg halten. Seit der Neuausschreibung fährt der letzte Zug ab Siegen um 22:08 Uhr nun freitags und samstags nicht mehr nach Hagen, sondern ebenfalls nach Dortmund Hbf.

### Änderungen Dezember 2024
Für den Fahrplanwechsel im Dezember 2024 hatte DB Fernverkehr Kürzungen im Fahrplan des IC 34 in Tagesrandlagen angekündigt, die durch zusätzliche Bestellungen von RE-Leistungen kompensiert wurden. Konkret betraf das montags bis freitags den verkehrenden Zug um 5:04 Uhr von Siegen nach Dortmund sowie den Zug um 19:03 von Dortmund nach Siegen. Als Ersatz fährt nun die HLB mit einem weiteren Zugpaar in diesen Fahrplanlagen zwischen Siegen und Dortmund. Außerdem wurde eines der beiden bisher verkehrenden HLB Zugpaare über Letmathe hinaus bis Dortmund verlängert.

### Neuausschreibung Dezember 2026 bis 2040
Ab Dezember 2026 soll der RE 34 als Regionalleistung stündlich verkehren, um den ab 2026 nicht mehr mit einer Nahverkehrsfreigabe ausgestatteten IC 34 zu ersetzen. Da die bisherigen Fahrzeuge aus VRR-Eigentum zur Regiobahn wechseln, werden Gebrauchtfahrzeuge für die Neuausschreibung zugelassen. Ob einzelne Leistungen des IC 34 als reiner Fernverkehr bestehen bleiben, ist zurzeit noch unbekannt.

## NRW-Takt
Der Dortmund-Siegerland-Express ist in den Integralen Taktfahrplan von Nordrhein-Westfalen eingebunden, genannt NRW-Takt.
In Siegen Hbf bestehen vertaktete Anschlüsse an den Rhein-Sieg-Express (RE 9) in Richtung Köln, die Rothaarbahn (RB 93) nach Betzdorf sowie an den Main-Sieg-Express (RE 99) nach Frankfurt am Main. In Finnentrop besteht Anschluss an den Biggesee-Express (RB 92) nach Olpe.
In Dortmund Hbf besteht Übergang zum Fernverkehr in Richtung Norddeutschland sowie an diverse Regionallinien in Richtung Münsterland, Hamm und das zentrale Ruhrgebiet.
Für die bisherige Reisekette von der Ruhr-Sieg-Strecke ins Ruhrgebiet muss jetzt entweder in Iserlohn-Letmathe (nach Hagen) oder Witten Hbf (nach Bochum und Essen) umgestiegen werden.